# Apple TV+
Apple TV+ (pronuncia-se Apple TV Plus) é um serviço de streaming de vídeo sob demanda anunciado pela Apple Inc. em 2019 durante o seu evento especial de 25 de março realizado no Steve Jobs Theater. Várias grandes celebridades envolvidas com projetos do Apple TV+ apareceram no palco para o anúncio, incluindo Oprah Winfrey, Steven Spielberg e Jennifer Aniston.
O conteúdo do Apple TV+ é visível através do aplicativo Apple TV, disponível em dispositivos Apple e em outros eletrônicos concorrente, incluindo em alguns modelos de smartvs e consoles de videogames. O Apple TV+, junto com o anunciado simultaneamente Apple TV Channels (serviço de vídeo agregado à la carte), faz parte do esforço da empresa para expandir sua receita de serviços, tornando conteúdo de vídeo distribuído mediante pagamento mensal disponível amplamente ao público.

## História
Em 25 de março de 2019, a Apple realizou um evento de imprensa para anunciar o Apple TV+. No evento, a Apple mostrou um teaser de seu futuro conteúdo original e anunciou formalmente parte de seu conteúdo com atores e produtores ligados ao mesmo presentes no evento. Além disso, foi anunciada a primeira série da organização Sesame Workshop (de Sesame Street), Helpsters, e Oprah Winfrey anunciou seus primeiros projetos para o Apple TV+, incluindo um documentário sobre assédio sexual no local de trabalho, uma série-documentário sobre saúde mental, assim como o relançamento do Oprah's Book Club. Em 10 de abril de 2019, o príncipe Harry, Duque de Sussex, anunciou no Instagram que estava trabalhando ao lado de Winfrey na série-documentário sobre saúde mental como co-criador e produtor executivo. Também em abril de 2019, a Apple contratou Molly Thompson como chefe de documentários para sua unidade de vídeo mundial.
Em março de 2022, a Apple anunciou que iria ao ar Friday Night Baseball  , 2 jogos semanais da Major League Baseball com programas pré e pós-jogo ao vivo na Apple TV+ nos Estados Unidos, Canadá, Austrália, Brasil, Japão, México, Porto Rico, Coreia do Sul e Reino Unido a partir da temporada 2022 da Major League Baseball.
Em junho de 2022, a Apple garantiu um acordo de 10 anos para transmitir todas as partidas da Major League Soccer na Apple TV, livre de quaisquer restrições locais de apagão. Este acordo de US $ 2,5 bilhões deve entrar em vigor em 2023. 
Em março de 2025, o site The Information publicou um relatório baseado no depoimento de uma fonte interna, indicando que a Apple registraria uma perda anual de aproximadamente US$ 1 bilhão em investimentos em conteúdo para o seu canal de streaming. A estratégia da empresa consiste na produção de conteúdos que possam se tornar fenômenos culturais, com o objetivo de atrair um maior número de usuários para seu ecossistema de serviços.

## Direitos de Transmissão no Brasil

### Beisebol
- MLB[17] (2 jogos as Sextas-Feiras)

### Futebol
- MLS[18] (Temporadas 2023 a 2032)